# Acontia urania
Acontia urania là một loài bướm đêm trong họ Noctuidae.